# غلاية أنابيب المياه

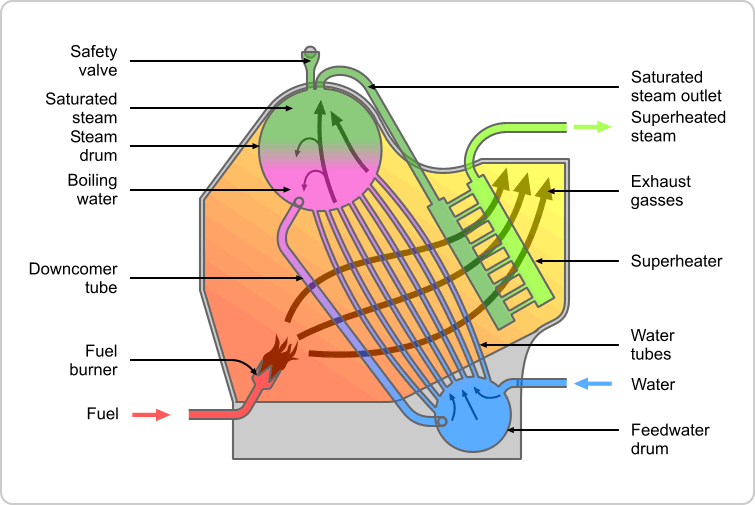
شكل تخطيطي لغلاية أنابيب المياه.

غلاية أنابيب المياه هي نوع من غلايات البخار يكون البخار هو المار في أنابيبها التي يتم تسخينها من الخارج باللهب.
وتنتقل الحرارة من اللهب غالبا بالثلاث طرق:
- التوصيل نتيجة ملامسة الغازات الساخنة للأنابيب.
- الحمل لتحريك الهواء والغاز المحترق إلى أعلى (الذي يلامس الأنابيب فيما بعد)
- الإشعاع وهو الجزء الأكبر نقلا للطاقة الحرارية هنا.

تستعمل الغلايات في المنشآت الصناعية التي تتطلب تسخين الماء مثل محطات تحلية المياه، السخانات البخارية، وفي إدارة التربينات البخارية.